# Nguyễn Văn Út
Nguyễn Văn Út (sinh ngày 30 tháng 12 năm 1969) là chính trị gia nước Cộng hòa xã hội chủ nghĩa Việt Nam. Ông hiện là Phó Bí thư Tỉnh ủy, Bí thư Ban Cán sự Đảng, Chủ tịch Ủy ban nhân dân tỉnh Long An và kiêm nhiệm các vị trí lãnh đạo hành pháp tỉnh Long An. Ông nguyên là Thường vụ Tỉnh ủy, Phó Chủ tịch Ủy ban nhân dân tỉnh Long An; Tỉnh ủy viên, Bí thư Huyện ủy huyện Đức Hòa; Chủ tịch Ủy ban nhân dân huyện Đức Hòa, Long An.
Nguyễn Văn Út là Đảng viên Đảng Cộng sản Việt Nam, học vị Cử nhân Quản trị kinh doanh, Thạc sĩ Kinh tế, Cao cấp lý luận chính trị. Trong sự nghiệp của mình, ông có hơn 25 năm công tác ở quê hương của mình là huyện Đức Hòa, tỉnh Long An.

## Xuất thân và giáo dục
Nguyễn Văn Út sinh ngày ngày 30 tháng 12 năm 1969 tại xã Hòa Khánh, huyện Đức Hòa, tỉnh Long An; quê quán tại xã Bình Hòa Nam, huyện Đức Huệ, tỉnh Long An. Ông lớn lên và theo học phổ thông tại quê nhà. Sau đó, ông tới Thành phố Hồ Chí Minh, theo học đại học và nhận bằng Cử nhân chuyên ngành Quản trị kinh doanh. Ông tiếp tục học cao học và nhận bằng Thạc sĩ Kinh tế.
Ngày 05 tháng 4 năm 1996, ông được kết nạp Đảng Cộng sản Việt Nam, trở thành đảng viên chính thức vào ngày 05 tháng 4 năm 1997. Trong quá trình hoạt động Đảng và Nhà nước, ông theo học các khóa tại Học viện Chính trị Quốc gia Hồ Chí Minh, nhận bằng Cao cấp lý luận chính trị. Hiện nay, ông thường trú tại số 149 Tỉnh lộ 825, ấp Bình Thủy, xã Hòa Khánh Đông, huyện Đức Hòa, tỉnh Long An.

## Sự nghiệp

### Các giai đoạn
Tháng 1 năm 1993, sau khi hoàn thành quá trình học tập, Nguyễn Văn Út trở về quê nhà Long An, bắt đầu sự nghiệp của mình với vị trí là Phó Bí thư Đoàn Thanh niên Cộng sản Hồ Chí Minh xã Hòa Khánh Đông, huyện Đức Hòa, tỉnh Long An. Sau đó, ông là Bí thư Xã đoàn. Tháng 11 năm 1996, ông được điều tới huyện, làm Cán bộ nghiên cứu, Văn phòng Huyện ủy Đức Hòa. Ông luân chuyển các vị trí tương đương trong Huyện ủy Đức Hòa trong suốt 10 năm từ 1996 đến 2005. Tháng 3 năm 2005, ông là Phó Trưởng Ban Tổ chức Huyện ủy Đức Hòa. Trong kỳ bầu cử cuối năm 2005, ông được bầu là Huyện ủy viên Đức Hòa từ tháng 10. Đến tháng 4 năm 2010, ông được điều làm Phó Bí thư Đảng ủy thị trần Đức Hòa, trở thành Bí thư Đảng ủy thị trấn vào tháng 6 cùng năm; giữ cương vị này như là quá trình luân chuyển. Từ tháng 11 năm 2010 đến tháng 5 năm 2013, ông là Huyện ủy viên, Phó Chủ tịch Ủy ban nhân dân huyện Đức Hòa. Ông được bầu làm Ủy viên Ban Thường vụ Huyện ủy Đức Hòa vào tháng 6 năm 2013.
Tháng 7 năm 2014, ông giữ vai trò là Quyền Chủ tịch Ủy ban nhân dân huyện Đức Hòa; rồi chính thức được bầu làm Phó Bí thư Huyện ủy, Chủ tịch Ủy ban nhân dân huyện Đức Hòa từ tháng 11 năm 2014. Tháng 8 năm 2015, Nguyễn Văn Út nhậm chức Bí thư Huyện ủy Đức Hòa, huyện có số dân đông nhất của tỉnh Long An. Tháng 10 năm 2015, tại Đại hội Đảng bộ tỉnh Long An lần thứ X, khóa 2015 – 2020, ông được bầu làm Tỉnh ủy viên, tiếp tục là Bí thư Huyện ủy Đức Hòa. Tháng 6 năm 2019, Hội đồng nhân dân tỉnh Long An tiến hành kỳ họp bất thường, bầu ông làm Phó Chủ tịch Ủy ban nhân dân tỉnh Long An; tiếp theo là kỳ họp của Tỉnh ủy Long An, bầu ông vào Ban Thường vụ Tỉnh ủy từ tháng 10 năm 2019. Ngày 15 tháng 10 năm 2020, Đại hội Đảng bộ tỉnh Long An lần thứ XI, nhiệm kỳ 2020 – 2025 diễn ra, Nguyễn Văn Út được bầu làm Tỉnh ủy viên, Thường vụ Tỉnh ủy, Phó Bí thư Tỉnh ủy Long An.

### Chủ tịch Long An
Ngày 11 tháng 11 năm 2020, Hội đồng nhân dân tỉnh Long An khóa IX tổ chức kỳ họp lần thứ 23, là kỳ họp chuyên đề. Tại kỳ họp này, Hội đồng nhân dân tỉnh Long An đã thực hiện quy trình công tác nhân sự, theo đó, tiến hành miễn nhiệm chức vụ Chủ tịch Ủy ban nhân dân tỉnh khóa IX đối với Trần Văn Cần. Kỳ họp nhất trí bầu Nguyễn Văn Út làm Chủ tịch Ủy ban nhân dân tỉnh Long An. Ngày 25 tháng 11, Thủ tướng Nguyễn Xuân Phúc đã phê chuẩn chức vụ này của ông. Năm 2021, ông ứng cử và được bầu làm Đại biểu Hội đồng nhân dân tỉnh Long An khóa XII, nhiệm kỳ 2021 – 2026.

## Sự biến
Trong đời tư của mình, Nguyễn Văn Út và gia đình từng gặp sự biến khi ông đang giữ chức vụ Tỉnh ủy viên, Bí thư Huyện ủy Đức Hòa, thường trú tại tỉnh lộ 825, ấp Bình Thủy, xã Hòa Khánh Đông, huyện Đức Hòa. Tình huống xảy ra vào lúc nửa đêm ngày 30 tháng 12 năm 2015. Khoảng hai giờ sáng, khi đang ngủ, ông tỉnh giấc và thấy cửa phòng ngủ của gia đình mình bị mở nên đã dậy đi đóng cửa thì phát hiện một người lạ mặt đang nấp cạnh giường ngủ, có dấu hiệu ăn trộm. Hai bên xung đột, ông đã vật ngã người này, khóa tay đối tượng và truy hô gia đình. Lúc này, người bị khóa đã kêu gọi đồng bọn và hăm dọa rằng nhóm có vũ khí là súng. Ông xô đẩy đối tượng ra cửa, người lạ mặt sau đó đã lấy hung khí giấu trong người ra để chống cự. Cùng lúc, con trai ông là Nguyễn Thanh Tâm nghe thấy tiếng động bất thường, đã chạy xuống từ tầng trên và cùng ông đuổi theo người lạ mặt chạy ra hướng cổng rào. Ở thời điểm đó, phía ngoài cổng rào có hai người khác, trong đó có một người đã dùng hung khí bắn không gây tiếng nổ, trúng vào vùng hông trái của con trai ông, gây xước da. Sau đó, các đối tượng đã lên xe ô tô Toyota Camry loại bốn chỗ để tẩu thoát.
Sau vụ việc, Cơ quan điều tra tỉnh Long An đã vào cuộc, khởi tố, điều tra vụ án, xác định những người lạ mặt đã lấy một số tài sản của gia đình ông gồm một chỉ vàng 18k (sợi dây chuyền trọng lượng 0,6 chỉ; hai nhẫn trọng lượng 0,4 chỉ) và 1,65 triệu đồng. Qua tổng hợp tài liệu điều tra ban đầu, Cơ quan Cảnh sát điều tra Công an tỉnh Long An kết luận đây là một vụ trộm cắp tài sản và hung khí mà đối tượng sử dụng không phải là vũ khí nóng (súng tự chế hoặc công cụ hỗ trợ). Đến tháng 3 năm 2016, cơ quan điều tra đã bắt giữ những kẻ trộm, truy tố các bị cáo này.